# Lielupe (przystanek kolejowy)
Lielupe (ros. Лиелупе) – przystanek kolejowy w miejscowości Jurmała, na Łotwie. Położony jest na linii Ryga (Torņakalns) - Tukums.